# Bahnhof Tuttlingen
Der Bahnhof Tuttlingen ist die wichtigste von insgesamt acht Bahnstationen der baden-württembergischen Kreisstadt Tuttlingen. Der heutige Durchgangsbahnhof wurde zwischen 1928 und 1933 an neuer Stelle erbaut und ersetzte den wesentlich kleineren ersten Bahnhof aus dem Jahre 1869. Tuttlingen ist ein Eisenbahnknoten, der die Bahnstrecke Plochingen–Immendingen, die Bahnstrecke Tuttlingen–Inzigkofen und die Bahnstrecke Tuttlingen–Hattingen miteinander verknüpft. Er ist an das Intercity-Netz angeschlossen und eine der bedeutendsten Stationen im Ringzug-System. Dem Landkreis Tuttlingen dient er als die wichtigste Drehscheibe im Öffentlicher Personennahverkehr.

## Geschichte

### Der Bahnhof von 1869

#### Anschluss Tuttlingens an die Eisenbahn

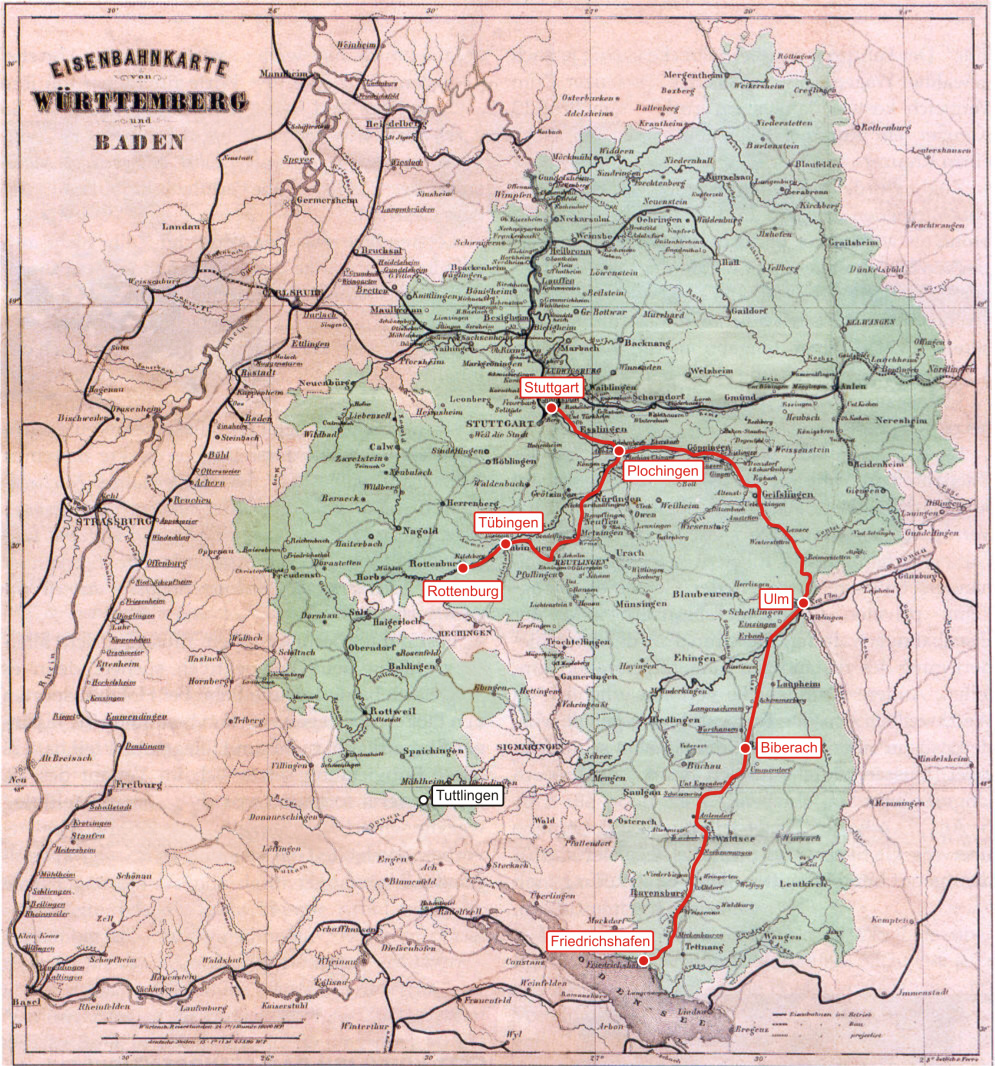
Die Lage von Tuttlingen abseits der Württembergischen Hauptbahn und an der Grenze zu Baden. Die Erweiterung von Plochingen nach Südwesten bis Rottenburg am Neckar ist schon sichtbar.

Mitte des 19. Jahrhunderts befand sich Tuttlingen in einer Randlage im südlichen Württemberg unmittelbar an der Grenze zu Baden. Trotz dieser Grenzlage lag Tuttlingen zunächst aber sehr verkehrsgünstig an der so genannten Schweizer Poststraße, einer wichtigen Nord-Süd-Straßenverbindung, die von Stuttgart an die Schweizer Grenze bei Schaffhausen führte. 1797 reiste über diese viel befahrene Straße unter anderem auch Johann Wolfgang von Goethe von Weimar über Tuttlingen in die Schweiz. Mit dem Bau der Württembergischen Hauptbahnen 1844 bis 1850 verlor die Schweizer Poststraße aber ihre Bedeutung und Tuttlingen seine verkehrsgünstige Lage. Dies änderte sich erst, als Württemberg seine Hauptbahnen durch weitere Strecken ergänzte und so auch Tuttlingen in die Reichweite des neuen Verkehrsmittels kam. Ab 1859 bauten die Königlich Württembergischen Staats-Eisenbahnen von Plochingen ausgehend die damals so genannte Obere Neckarbahn durch das Neckartal nach Südwesten. Tuttlingen bekam durch diese am 15. Juli 1869 erstmals Anschluss an das Eisenbahnnetz und gewann so seine zwei Jahrzehnte zuvor verlorene verkehrsgünstige Position zurück.

#### Auswirkungen des Bahnhofsbaus auf die Stadtentwicklung

Tuttlingen 1878, die Bahnhofstraße verbindet die Innenstadt mit dem alten, nach 1933 abgebrochenen Bahnhof

Tuttlingens erster Bahnhof befand sich etwa dort, wo sich heute der Kreisverkehr am Aesculap-Platz befindet, also am Kreuzungspunkt der heutigen Bundesstraßen 14 und 311 weit außerhalb der damaligen Besiedlung und des damals existierenden Straßennetzes. Grund für diese vergleichsweise ungünstige Lage war, dass die Bahnstrecke vor allem als Verbindungsbahn zur Schwarzwaldbahn dienen sollte und die topographischen Gegebenheiten es schwierig machten, der Stadt einen zentral gelegenen Bahnhof zu geben. Die Bahnstrecke folgte ab Rottweil der Prim, dem Faulenbach und der Elta nach Süden und sollte von Tuttlingen aus nach Westen in das Tal der Donau wechseln und so den Schwarzwaldbahn-Bahnhof Immendingen erreichen. Die damalige Besiedlung Tuttlingens lag jedoch ausschließlich östlich des Zusammenflusses von Elta und Donau, so dass die Bahnstrecke an der Tuttlinger Besiedlung vorbeiführte, und der Bahnhof deutlich außerhalb der Tuttlinger Siedlungsstruktur erbaut werden musste. Um Tuttlingen an seinen weit entfernt liegenden Bahnhof anzuschließen, verlängerte die Stadt die damals Poststraße genannte Straße vom Rathausplatz bis zum Bahnhof. Diese Straße, die zunächst
hauptsächlich an Äckern und Wiesen vorbeiführte, erhielt somit die Funktion der zentralen Achse zwischen Zentrum und Bahnhof und wurde dementsprechend in Bahnhofstraße umbenannt. Zum Bau der Bahnhofstraße musste unter anderem auch die Donau, die ursprünglich im Bereich des heutigen Stadtgartens durchfloss, begradigt werden. Der Anschluss Tuttlingens an die Eisenbahn war auch mit ein Grund für das starke Wachstum der Stadt, die sich nun vor allem in Richtung Westen zum Bahnhof hin ausdehnte. Hatte Tuttlingen 1867, zwei Jahre vor dem Bahnanschluss, noch 7.031 Einwohner, wuchs die Zahl 1883 auf 8.343 Bewohner und 1900 auf 13.530 Einwohner. Die aufstrebende Tuttlinger Firma Jetter und Scheerer (heute Firma Aesculap AG) siedelte sich infolge des Bahnbaus im entstehenden Bahnhofsviertel an, wo sie zum einen gut für Pendler erreichbar war und zum anderen die produzierten Waren leicht mit der Bahn abtransportieren konnte. Der Bahnanschluss hatte erheblichen Anteil an der industriellen Entwicklung Tuttlingens, das vor dem Bahnanschluss noch weitgehend von Landwirtschaft und Handwerk geprägt war.

#### Entwicklung des Tuttlinger Eisenbahnanschlusses bis 1890

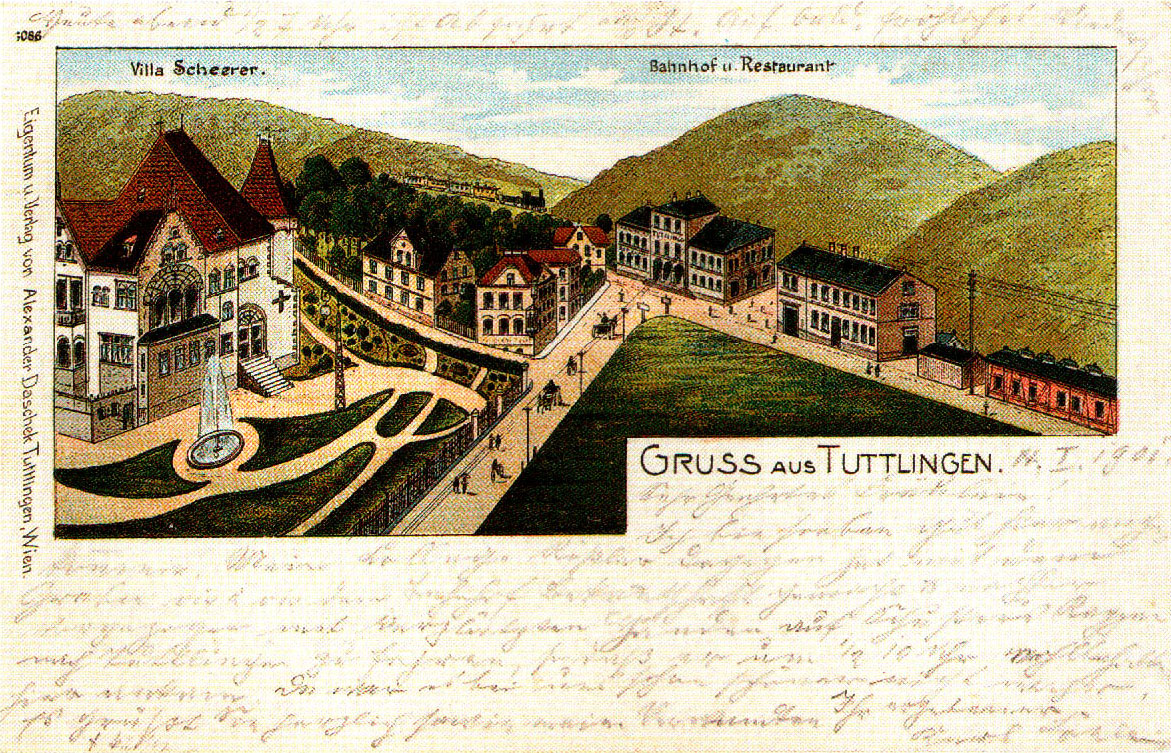
Tuttlingens erster Bahnhof um 1900

Die Fahrt vom Bahnhof Tuttlingen nach Stuttgart dauerte zunächst zirka acht Stunden (heute im IC etwa eine Stunde und 25 Minuten), was auch dem Umweg der Oberen Neckarbahn über Tübingen und Plochingen geschuldet war. Erst mit Vollendung der Bahnstrecke Stuttgart–Horb im Jahr 1879 entstand eine relativ direkte Strecke von Tuttlingen in die württembergische Landeshauptstadt. Aus Richtung Osten war Tuttlingen aber auch weiterhin nicht mit der Bahn zu erreichen, erst 1890 wurde die Stadt mit der Fertigstellung der Strecke nach Inzigkofen zum Eisenbahnknoten. Es bestand jetzt direkter Anschluss nach Ulm, Stuttgart und über Immendingen an die Schwarzwaldbahn. Eine Verbindung nach Singen (Hohentwiel) gab es jedoch nur über den Umweg über Immendingen, wo zudem ein Fahrtrichtungswechsel erforderlich war.

### Der Bahnhof von 1933

#### Hintergrund: Der Ausbau der Verbindung zwischen Stuttgart und Singen

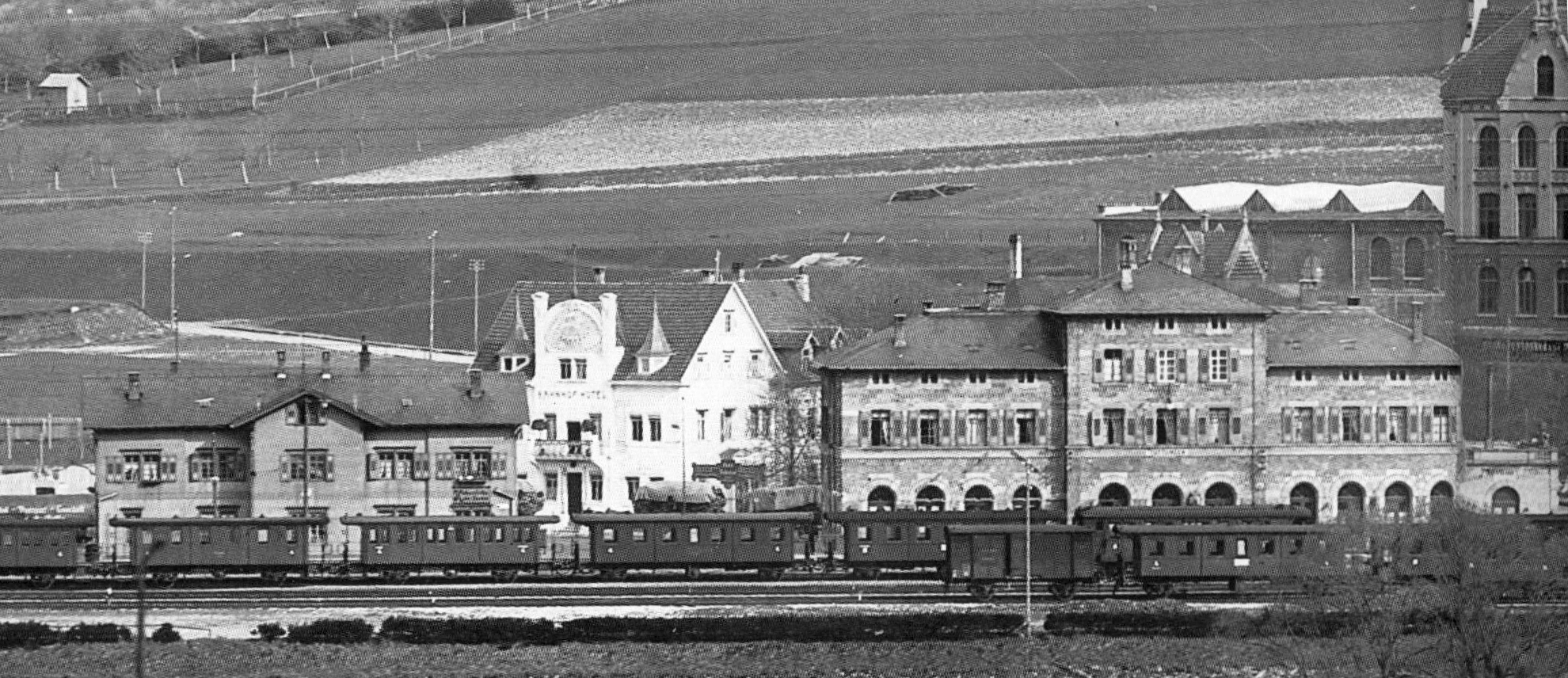
Der Tuttlinger Bahnhof 1908

Nach dem Ersten Weltkrieg strebte der Volksstaat Württemberg einen Ausbau seiner Eisenbahnen an. Württemberg war aus wirtschaftlichen Gründen daran interessiert, dass der Verkehr von Berlin in die Schweiz über sein Territorium und nicht ausschließlich über die Nachbarländer Bayern und Baden verlief. Württemberg ging deshalb daran, seinen Teil einer Eisenbahnmagistrale von Berlin über Würzburg, Stuttgart und Tuttlingen nach Zürich auszubauen. Hierfür wurde am 23. Februar 1927 in einem Vertrag mit der Deutschen Reichsbahn zahlreiche Ausbaumaßnahmen beschlossen, die unter anderem zum Bau eines neuen Tuttlinger Bahnhofs führten. Es war vorgesehen, den Streckenabschnitt zwischen Horb und Tuttlingen vollständig zweigleisig auszubauen sowie den Umweg über Immendingen durch die so genannte Hattinger Kurve zu vermeiden.

#### Bau des neuen Bahnhofs 1928–1933

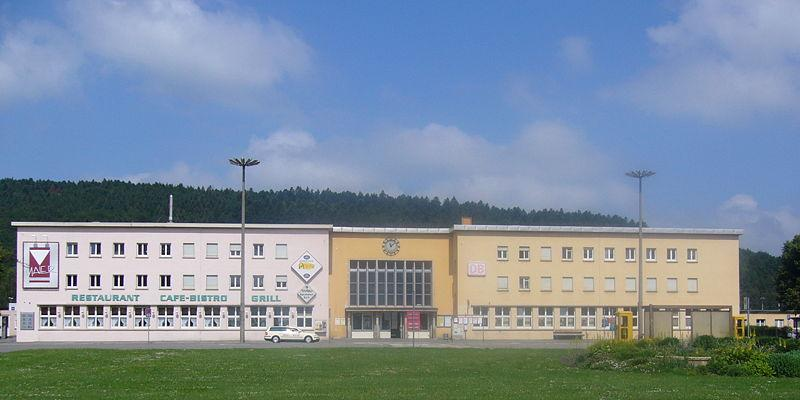
Außenansicht des neuen Empfangsgebäudes

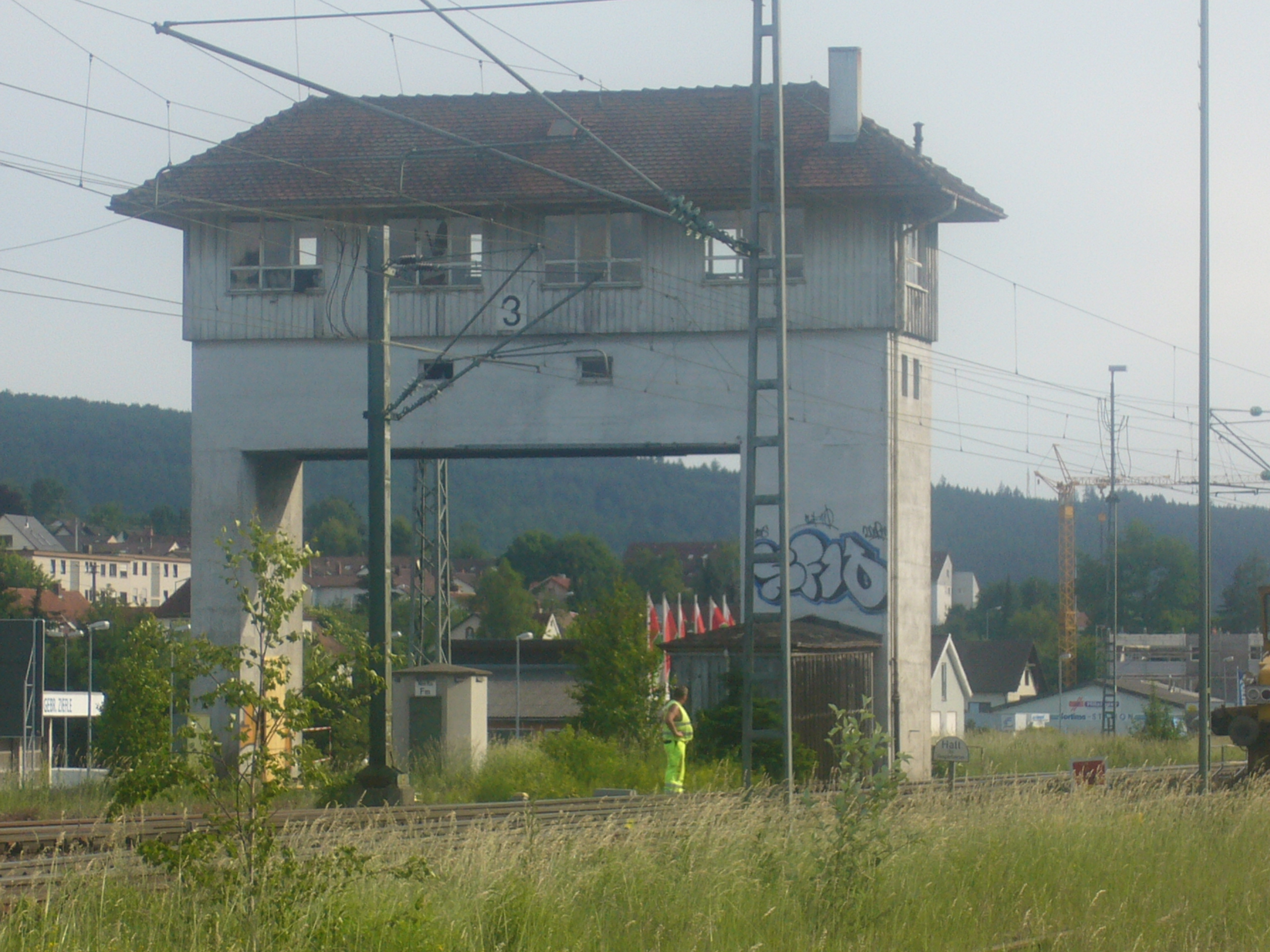
Ehemaliges Brückenstellwerk beim früheren Lokomotivschuppen

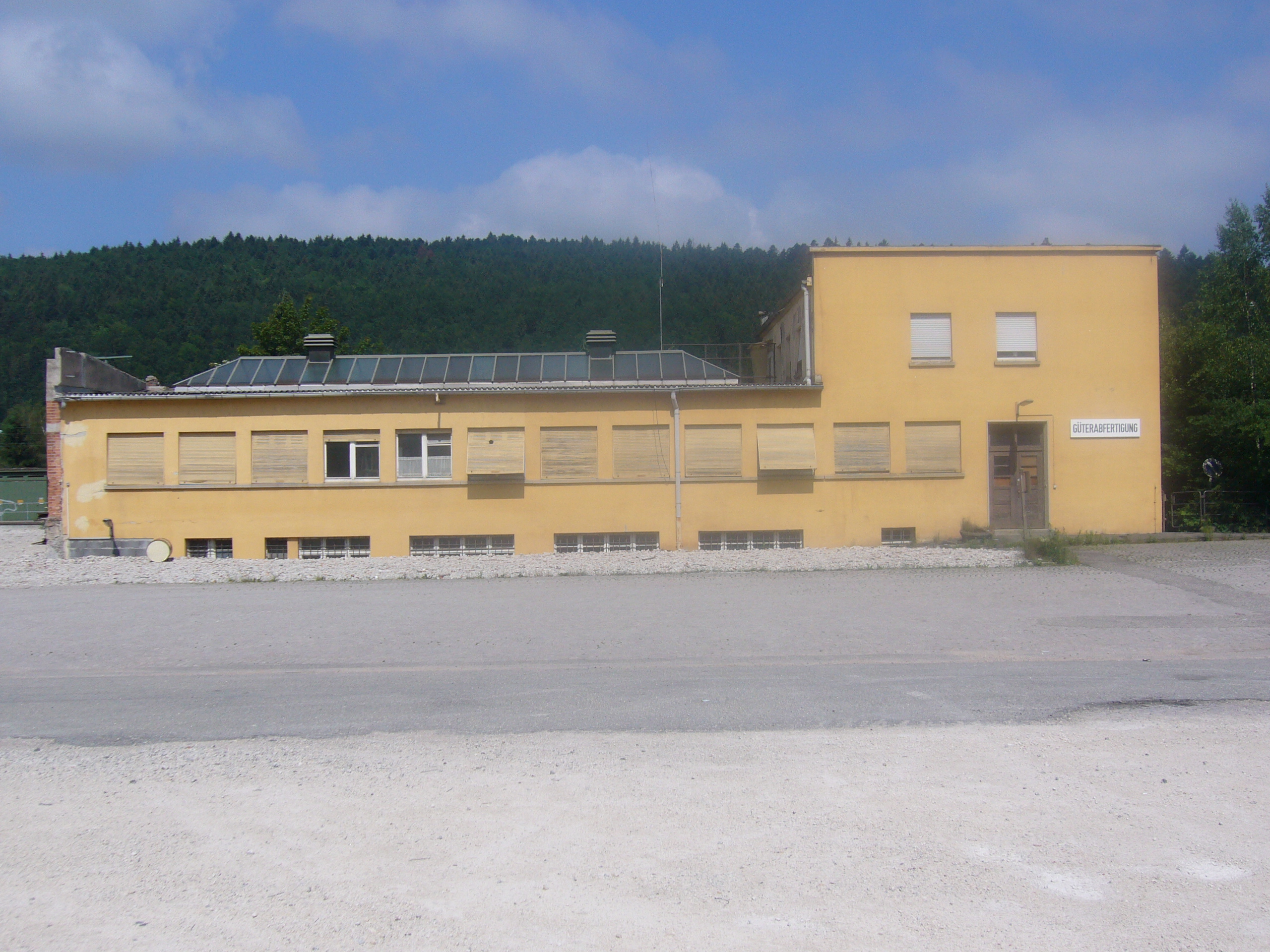
Die Güterabfertigungshalle

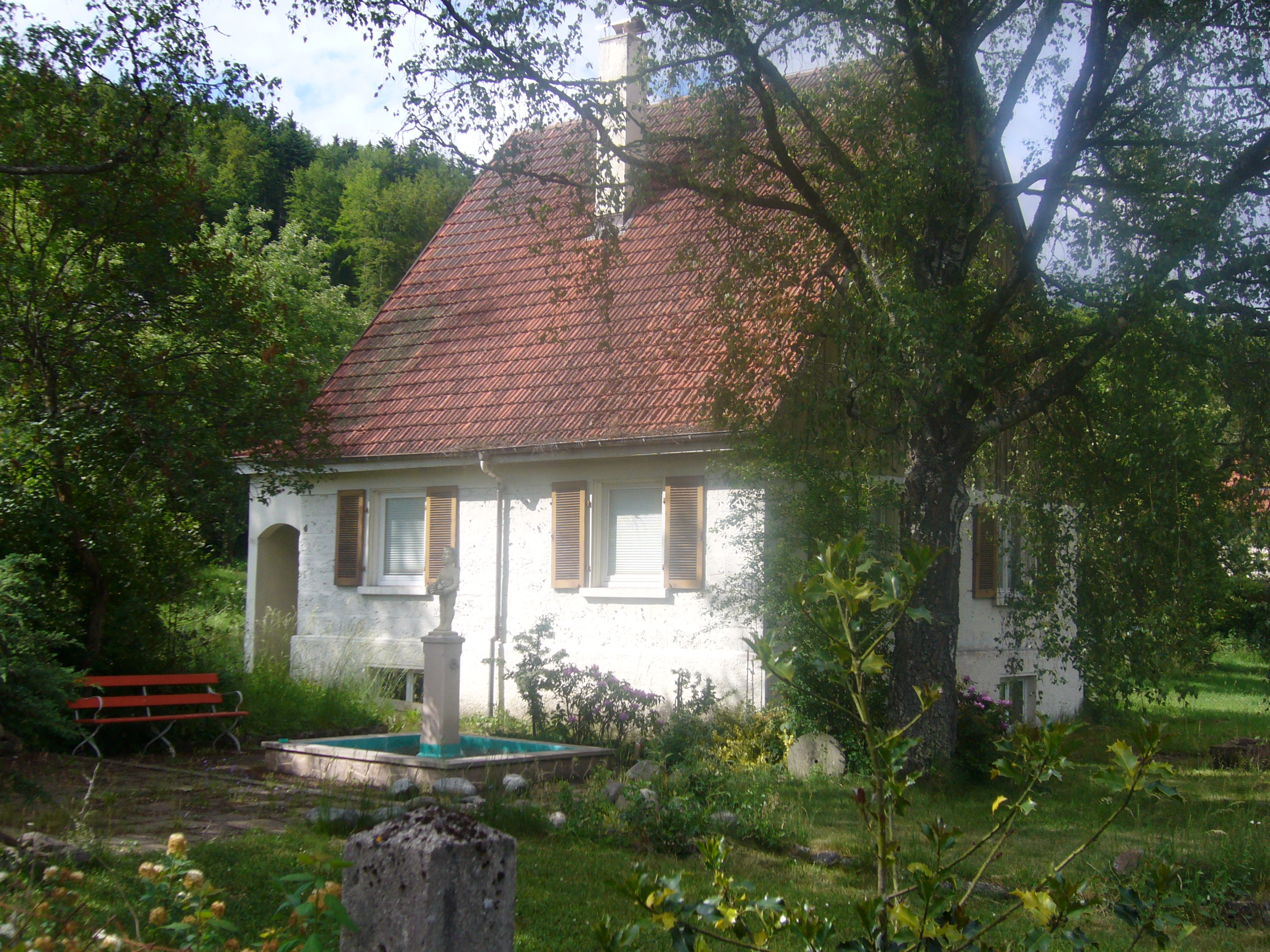
Wohnhaus im Ortsteil Koppenland, das in den 1930er Jahren aus dem abgebrochenen Bahnhofsgebäude errichtet wurde

In den 1920er Jahren war der Bahnhof aus dem Jahre 1869 bereits an seiner Kapazitätsgrenze angelangt. Ein Ausbau des alten Bahnhofs war aber auf Grund seiner eingezwängten Lage zwischen der Donau, dem Ehrenberg und der Weimarstraße nicht möglich. Die geplante Verlegung eines zweiten Gleises Richtung Stuttgart in Verbindung mit der Neubaustrecke nach Hattingen (Baden) galt auf dem alten Gelände als unmöglich. Die Reichsbahndirektion Stuttgart, die mit den Bauarbeiten betraut war, beschloss deshalb, einen neuen Bahnhof auf der anderen Seite der Donau nochmals 200 m weiter vom Stadtkern entfernt zu errichten, wo sich genügend Entwicklungspotenzial für den Bahnhof bot. Das Bett der Donau wurde dafür auf etwa zwei Kilometern Länge in den Ortsteil Koppenland verlegt, das Niveau des neuen Bahnhofsgeländes mit Aushubmaterial aus dem vier Kilometer entfernten Wurmlinger Waldgebiet „Hölzle“ angehoben.
Für den Bau des neuen Bahnhofs war Reichsbahndirektor Alfred Nägele von der Reichsbahndirektion Stuttgart zuständig. Der Einbau der Gleise begann im Frühjahr 1932. Diese und andere Teile der Bahnhofsanlage überschritten dabei die Landesgrenze zu Baden, sodass der Bahnhof halb auf württembergischem und halb auf badischem Gebiet lag. Der Bahnhof verfügte über acht Gleise und zusätzliche Ladegleise, eine Güterabfertigungshalle sowie ein Bahnbetriebswerk mit siebenständigen Ringlokschuppen und 21-Meter-Drehscheibe. Beim Bau des Bahnhofs wurde an verschiedenen Stellen Vorkehrungen für eine mögliche spätere Bahnhofserweiterung getroffen, zu der es allerdings nie kam. Das Empfangsgebäude wurde vom Hochbaubüro der Reichsbahndirektion Stuttgart entworfen. Es ist im Stil der späten 1920er Jahre gehalten und steht in der Tradition des Modernen Bauens der Weimarer Zeit. Eine Besonderheit war das Flachdach des Empfangsgebäudes, das für die Tuttlinger Architektur recht ungewöhnlich ist. Das Empfangsgebäude ist dreistöckig und war zur Zeit des Baus eines der größten Bahngebäude in ganz Württemberg. Obwohl das Gebäude schon vor der nationalsozialistischen Machtergreifung von der Reichsbahndirektion Stuttgart geplant worden ist, werden auch Ähnlichkeiten mit den Monumentalbauten der nationalsozialistischen Architektur gesehen. Das Tuttlinger Bahnhofsgebäude blieb bis heute das größte Bahngebäude in der Region und gilt für eine Stadt in der Größe von Tuttlingen als überdimensioniert.
Durchschnittlich fanden während der Bauzeit in den Jahren zwischen 1928 und 1933 täglich 280 Arbeitskräfte Beschäftigung am Tuttlinger Bahnhof, was für den damaligen von der Weltwirtschaftskrise gebeutelten lokalen Arbeitsmarkt eine enorme Entlastung darstellte. Insgesamt wurden am neuen Bahnhof 20.000 m³ Beton, 900 Tonnen Stahl und 24,6 Kilometer Gleise verbaut. Die Gesamtkosten des Bahnhofsneubaus beliefen sich auf neun Millionen Reichsmark.
Am 29. September 1933 wurde der Bahnhof offiziell eröffnet. Die Feier stand unter starkem Einfluss der nationalsozialistischen Propaganda, die den neuen Bahnhof für sich vereinnahmte. Eine der Reden hielt der württembergische Staatspräsident und NSDAP-Gauleiter Wilhelm Murr. Zudem sprach der Direktor der Reichsbahndirektion Stuttgart. Er begründete die Verzögerung des Neubaus mit einem hohen Kostenaufwand. Sie seien durch das Sparprogramm verursacht, das während der Zeit des württembergischen Bahnbetriebs praktiziert wurde.
Die Anlagen des alten Bahnhofs, der seinen Zweck verloren hatte, wurden in den Monaten nach Eröffnung des neuen Bahnhofs abgebaut. Das Empfangsgebäude wurde abgerissen und die Steine teilweise zum Bau eines Wohnhauses verwendet. Im Mai 1934 wurde der Bau der Neubaustrecke nach Hattingen abgeschlossen.

#### Kriegsschäden 1945, Reparationsleistungen und Umstellung auf Dieselbetrieb
Von den insgesamt fünf alliierten Luftangriffen auf Tuttlingen im Februar und März 1945 galten vier überwiegend den Bahnanlagen. Der Westflügel des Empfangsgebäudes, der Güterbahnhof, der Lokschuppen sowie die Gleisanlagen wurden dabei schwer beschädigt. Nach der Kapitulation im Mai 1945 kam der zivile Bahnverkehr in Tuttlingen bis zum Juni 1945 ganz zum Erliegen. Da die deutsche Wehrmacht in den letzten Kriegstagen zahlreiche Donaubrücken sprengte, blieb die Strecke nach Inzigkofen sogar noch bis 1950 über weite Teile gesperrt. Züge, die aus der Französischen Besatzungszone, in der Tuttlingen lag, hinausfuhren, gab es zunächst gar nicht. Erst 1948 fuhren wieder Züge von Tuttlingen nach Stuttgart und Zürich. Die Direktverbindungen von Tuttlingen nach Berlin, für die die Bahnstrecke Plochingen–Immendingen zwischen 1928 und 1941 ausgebaut worden war, wurden nach dem Krieg bis zum heutigen Tag nicht mehr aufgenommen. Erst 1957 wurden am Bahnhof Tuttlingen die letzten Kriegsschäden beseitigt.
1946 entfernte die französische Besatzungsmacht als Reparationsleistung das erst wenige Jahre zuvor verlegte zweite Gleis zwischen Horb und Tuttlingen. Seitdem ist Tuttlingen aus allen Richtungen nur noch über eingleisige Strecken angebunden. Zwischen 1955 und 1969 erfolgte in Tuttlingen auf allen Strecken die Umstellung von Dampf- auf Dieselbetrieb.

#### Elektrifizierung, Rückbau und der Verkauf von Bahnanlagen seit den 1960er Jahren

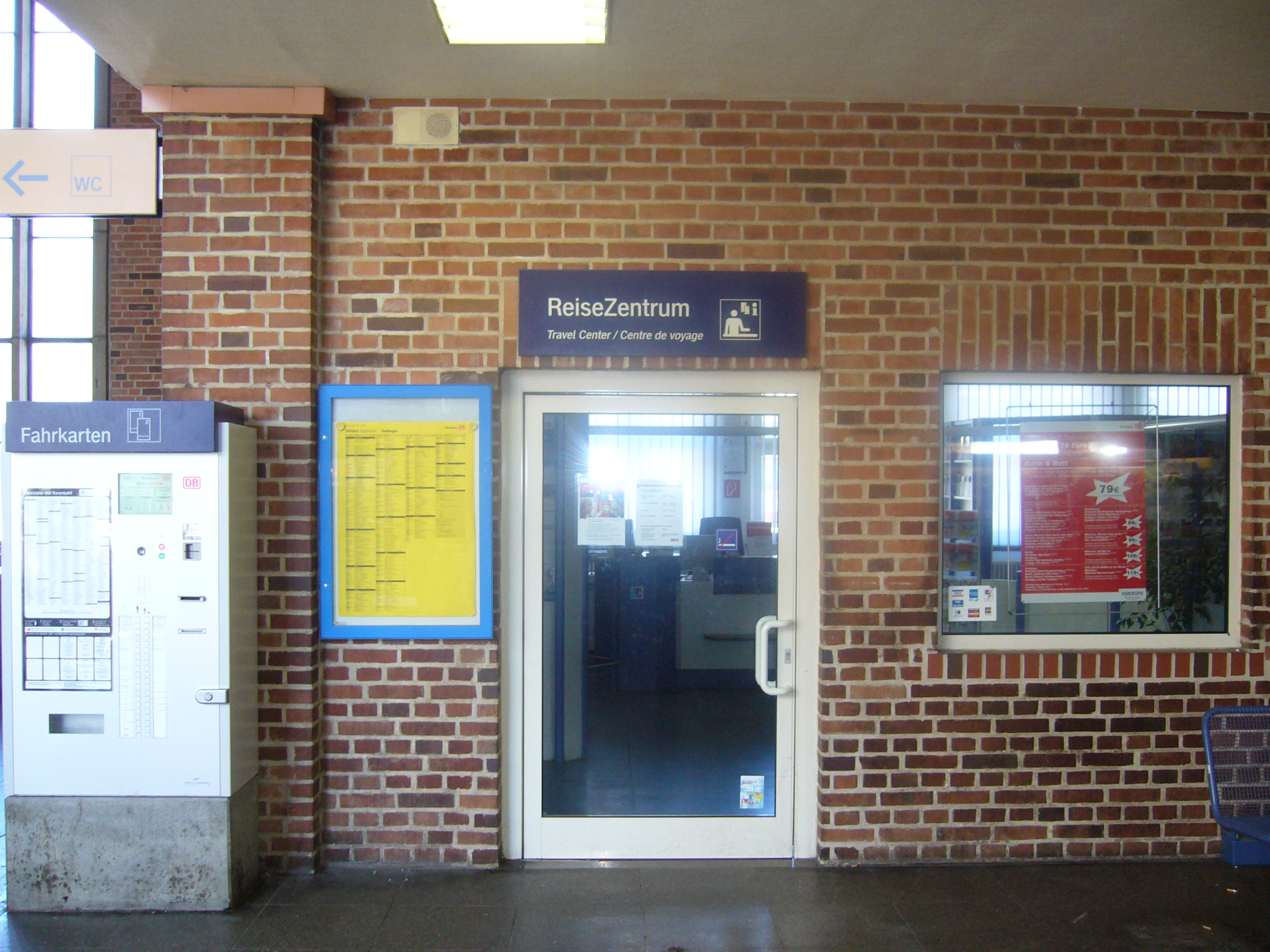
Das 1995 eröffnete Reisezentrum

Im Jahre 1977 elektrifizierte die Deutsche Bundesbahn die Strecke Horb–Singen, was zu Fahrtzeitverkürzungen in Richtung Stuttgart und Zürich führte. Auf den Strecken nach Immendingen und Inzigkofen blieb es bis heute beim Dieselbetrieb.
Seit den 1960er Jahren kam es zu zahlreichen Rückbaumaßnahmen am Bahnhof Tuttlingen, der beim Bau zu Beginn der 1930er Jahre noch auf eine mögliche Erweiterung ausgelegt worden war. Von den ursprünglich acht Gleisen im Personenverkehr sind heute noch fünf vorhanden. Mit der Einstellung der Güterabfertigung wurden die Gütergleise und viele Weichen zurückgebaut. Im Jahr 1992 verkaufte die Bundesbahn das Güterbahnhofsgelände an die Stadt Tuttlingen sowie das Bahnbetriebswerk-Areal an einen Eisenbahnliebhaber. Ebenfalls 1992 veräußerte die Bahn den Westflügel des Bahnhofsgebäudes an einen Versicherungsmakler, der diesen daraufhin renovierte und teils weitervermietete. Der Ostflügel, der bei der Bundesbahn verblieb, wurde 1994 grundlegend erneuert. Eine Renovierung der Fassade, wie sie am Westflügel vorgenommen wurde, unterblieb aber. Die Deutsche Bahn schloss 1995 zwar den Gepäckschalter, richtete dafür aber im selben Jahr ein Reisezentrum ein.

## Der Bahnhof heute

### Gleise
- Gleis 1 dient dem Ringzugverkehr nach Fridingen an der Donau und Verstärkern nach Aldingen
- Gleis 2 dient dem Regional- und Fernverkehr von Stuttgart
- Gleis 3 dient dem Regionalverkehr nach Ulm sowie dem Ringzugverkehr Richtung Immendingen/Geisingen-Leipferdingen/Blumberg-Zollhaus
- Gleis 4 dient dem Regionalverkehr nach Donaueschingen sowie dem Ringzugverkehr Richtung Rottweil/Villingen
- Gleis 5 dient dem Regional- und Fernverkehr nach Stuttgart

#### Länge der Gleise
- Gleis 1: Höhe 55 cm; Länge 80 m. Als einziges Gleis völlig barrierefrei, da hier nur Triebwagen des Ringzuges verkehren
- Gleis 2: Höhe 76 cm; Länge 320 m. Für Ringzug-Regio-Shuttle nur bedingt barrierefrei
- Gleis 3: Höhe 76 cm; Länge 320 m. Für Ringzug-Regio-Shuttle nur bedingt barrierefrei
- Gleis 4: Höhe 76 cm; Länge 320 m. Für Ringzug-Regio-Shuttle nur bedingt barrierefrei
- Gleis 5: Höhe 76 cm; Länge 320 m. Für Ringzug-Regio-Shuttle nur bedingt barrierefrei

An den Gleisen 2 bis 5 ist der Einstieg mit Rollstühlen in die Triebwagen des Ringzuges nur über eine Rampe möglich.

### Lage

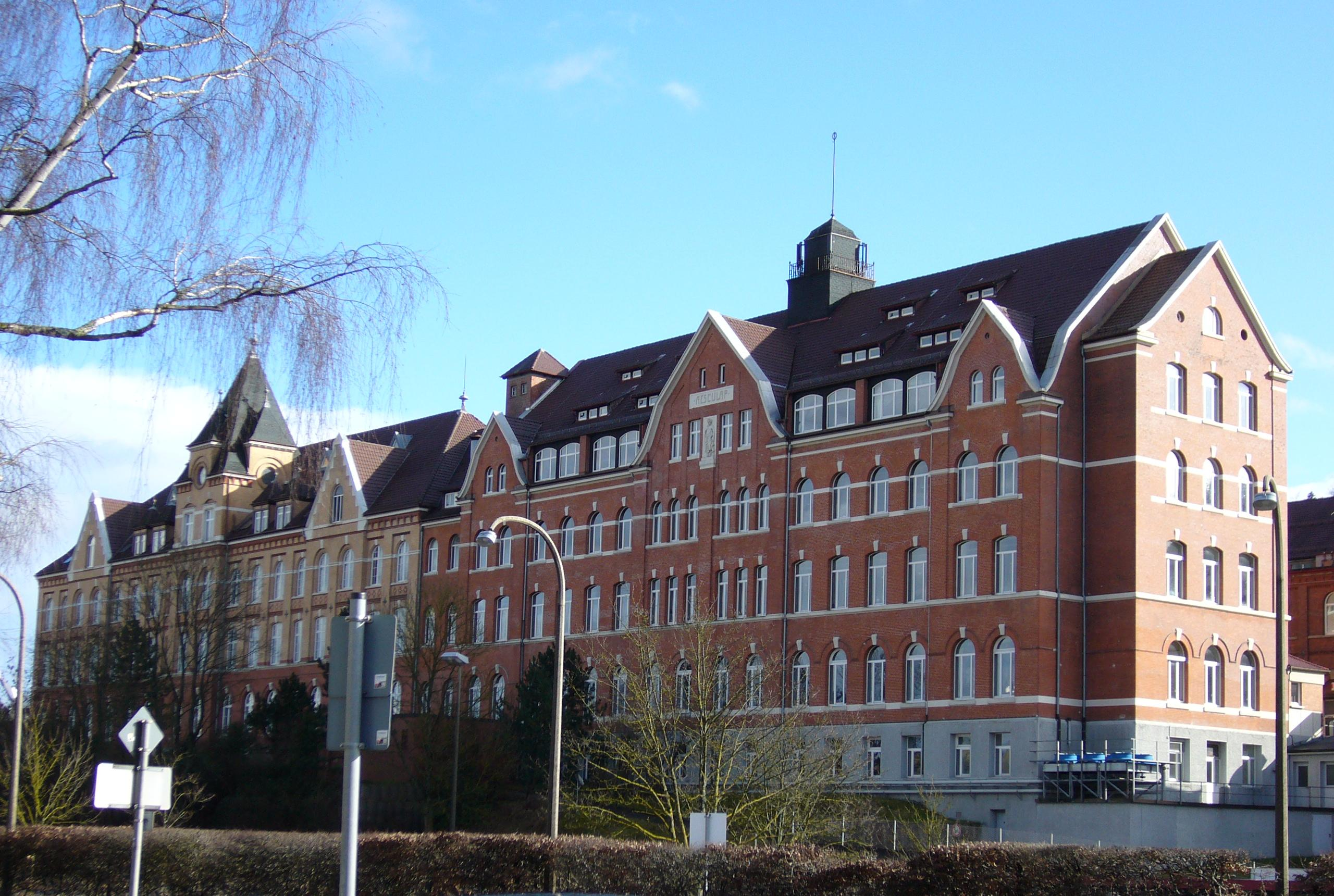
Die Firma Aesculap vom Bahnhofsvorplatz gesehen

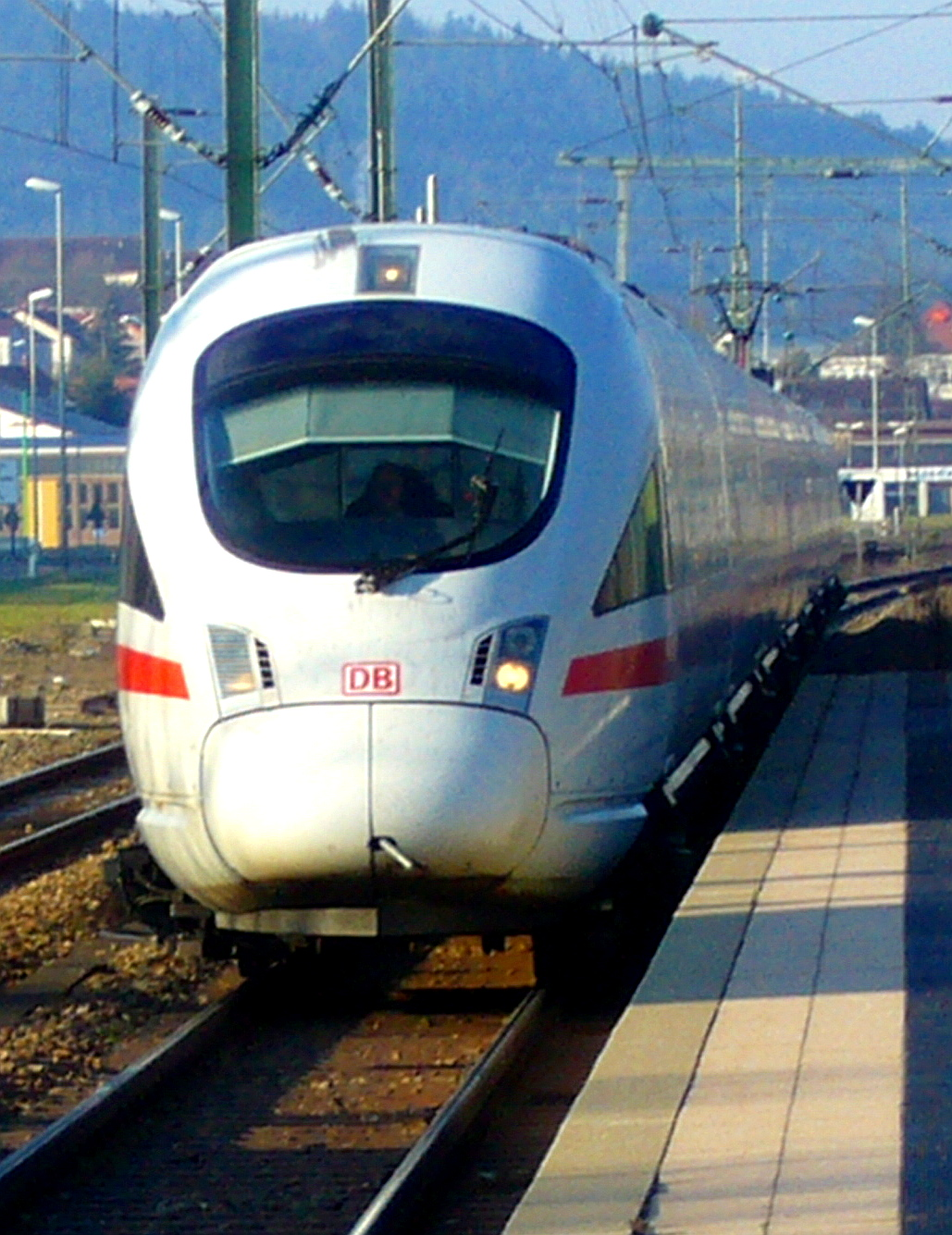
2008 wurde der Bahnhof noch von Intercity-Express-Zügen bedient

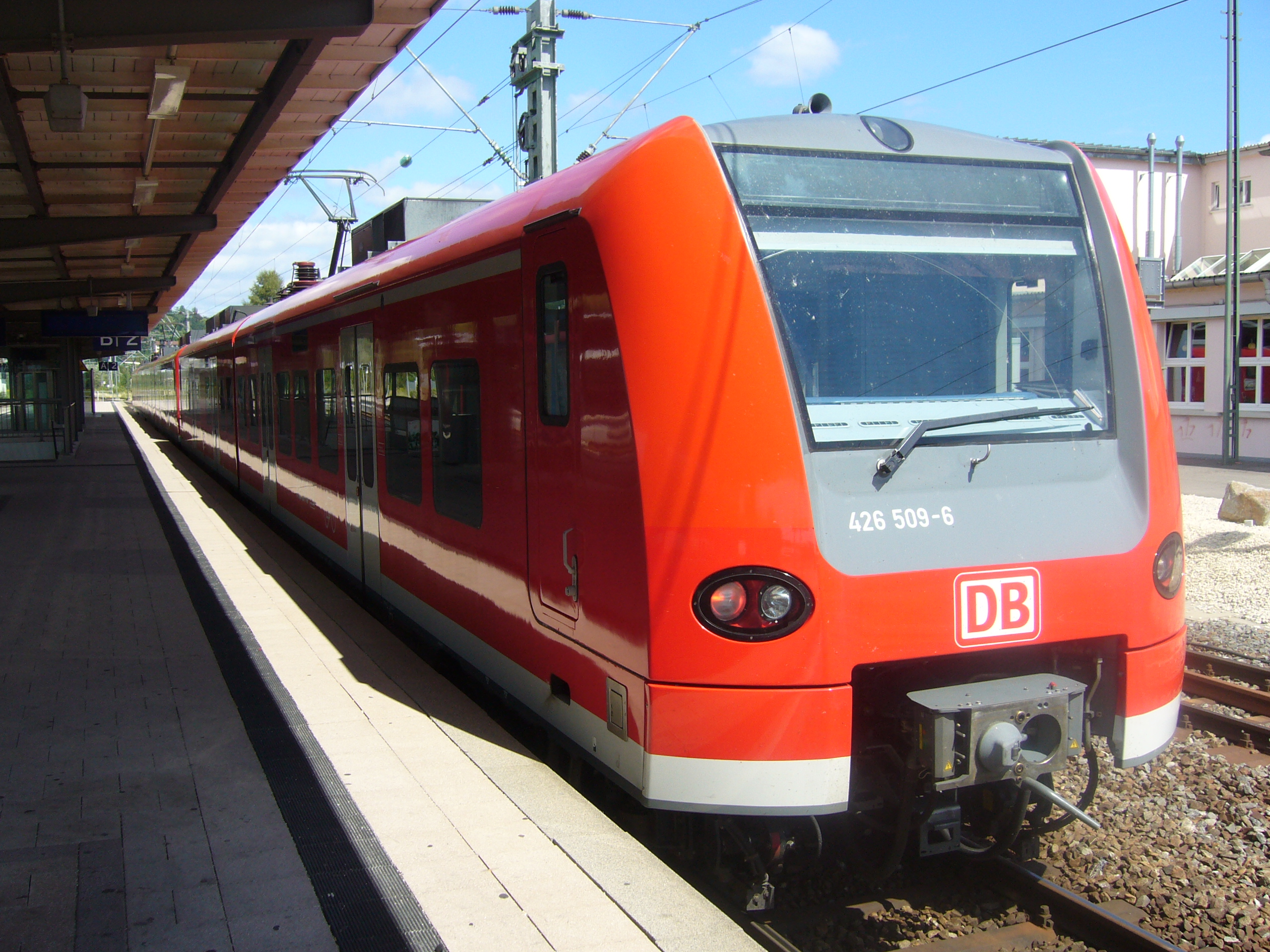
Regional-Express im Bahnhof Tuttlingen

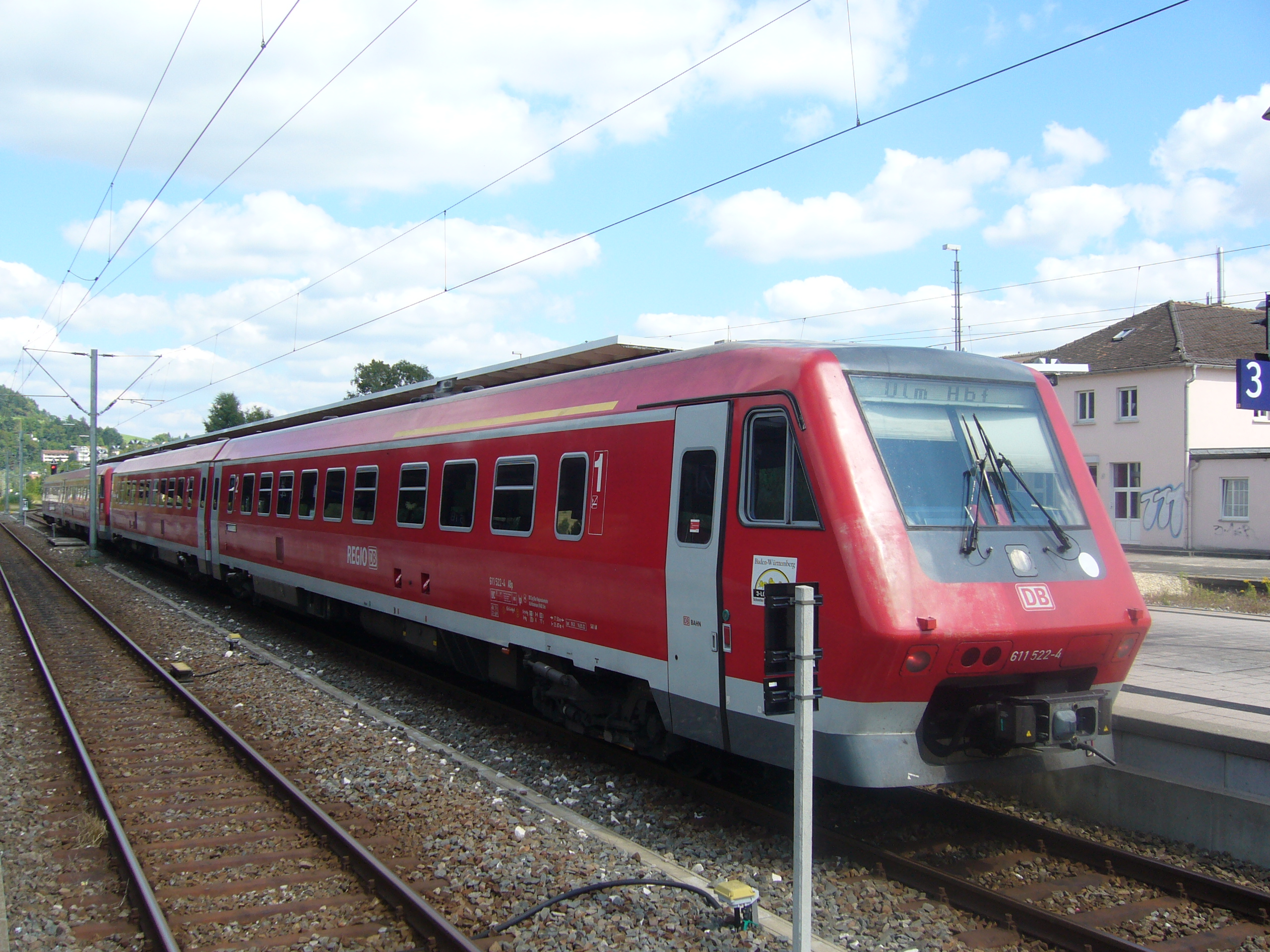
Regional-Express im Bahnhof Tuttlingen

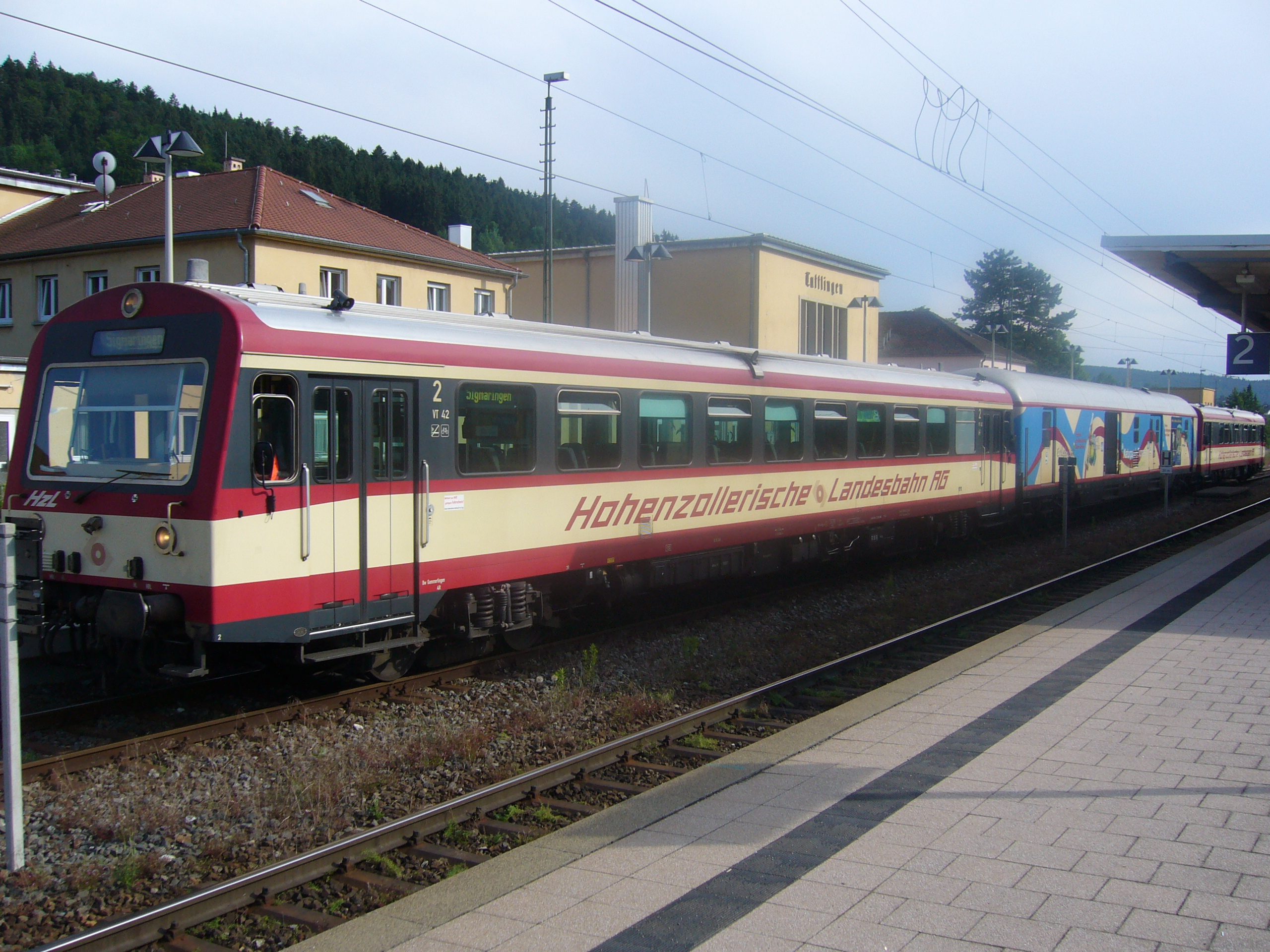
Ehemaliger Naturpark-Express im Bahnhof Tuttlingen

Der Bahnhof liegt etwa zwei Kilometer westlich der Altstadt am Rand der Tuttlinger Kernstadt und schließt im Westen an den Ortsteil Koppenland und die dortigen Kleingärten sowie den Donauradweg an. Der Gleiskörper erstreckt sich auf den ehemals badischen Stadtteil Möhringen. Der Bahnhofsvorplatz östlich des Bahnhofs liegt in unmittelbarer Nähe der Firma Aesculap, dem größten Arbeitgeber Tuttlingens.

### Lokale Bezeichnung als Hauptbahnhof
Der Bahnhof Tuttlingen gehört nicht zu den insgesamt 125 deutschen Bahnhöfen, die die Deutsche Bahn als Hauptbahnhöfe bezeichnet und trägt deshalb den Namen Tuttlingen. In Tuttlingen ist die Bezeichnung Tuttlingen Hauptbahnhof jedoch als Abgrenzung zum heutigen Haltepunkt Tuttlingen Nord weit verbreitet. Auf den Hinweisschildern der Stadtverwaltung wird so beispielsweise mehrmals auf den Hauptbahnhof verwiesen. Auch wird die Adressbezeichnung Hauptbahnhof 1 als Anschrift des Empfangsgebäudes offiziell verwendet.

### Nutzung der Bahnanlage für nicht-betriebliche Zwecke
Große Teile des Bahnhofsgebäudes und der Bahnanlagen sind heute in Privatbesitz und haben keine eisenbahnbetriebliche Funktion mehr. Das Empfangsgebäude ist heute in einen Bahnbereich und einen Nicht-Bahnbereich aufgeteilt, die durch eine Glaswand voneinander getrennt sind. Im Nicht-Bahnbereich haben sich vor allem gastronomische Betriebe eingerichtet.
Am Bahnbetriebswerk mit Lokomotivschuppen und der Drehscheibe ist inzwischen ein privates Eisenbahnmuseum entstanden, das 26 zumeist nicht betriebsfähige Dampflokomotiven, großteils unter freiem Himmel, zeigt.

### Betrieb
Der Tuttlinger Bahnhof dient heute ausschließlich dem Personenverkehr, eine Güterabfertigung existiert nicht mehr. Es passieren allerdings weiterhin Güterzüge den Bahnhof. Im Personenverkehr halten alle Züge im Bahnhof, er wird von folgenden Linien bedient:
| Linie                    | Laufweg | Frequenz | Betreiber                   |
| ------------------------ | --- | --- | --------------------------- |
| IC 87 RE 87              | Stuttgart – Böblingen – Horb – Rottweil – Tuttlingen – Singen – Schaffhausen – Zürich | Jeweils Zweistundentakt (IC 87, von Stuttgart bis Singen für Nahverkehrstickets freigegeben. Jeder zweite Zug fährt weiter nach Zürich (zeitweise auch stündlich), der jeweils andere hat mehr Zwischenhalte und fährt montags–freitags zweimal täglich weiter nach Konstanz) | DB Fernverkehr              |
| IC 87 RE 87              | Stuttgart – Böblingen – Herrenberg – Gäufelden – Bondorf – Horb – Sulz – Oberndorf – Rottweil – Spaichingen – Tuttlingen – Engen – Singen (– Radolfzell – Konstanz)                                 | Jeweils Zweistundentakt (IC 87, von Stuttgart bis Singen für Nahverkehrstickets freigegeben. Jeder zweite Zug fährt weiter nach Zürich (zeitweise auch stündlich), der jeweils andere hat mehr Zwischenhalte und fährt montags–freitags zweimal täglich weiter nach Konstanz) | DB Fernverkehr              |
| RE 4                     | Stuttgart – Böblingen – Herrenberg – Horb – Rottweil – Spaichingen – Tuttlingen – Singen (Hohentwiel) – Konstanz                                                                                    | einzelne Züge | DB Regio                    |
| RE 55                    | Ulm – Blaubeuren – Schelklingen – Ehingen (Donau) – Munderkingen – Riedlingen – Herbertingen – Mengen – Sigmaringen – Beuron – Tuttlingen – Immendingen – Donaueschingen (–Villingen (Schwarzwald)) | alle 120 Minuten, montags–freitags tagsüber alle 60 Minuten | DB Regio                    |
| RB 43                    | Bräunlingen – Donaueschingen – Villingen (Schwarzw) – Schwenningen (Neckar) – Trossingen Bahnhof – Rottweil – Spaichingen – Tuttlingen – Immendingen (– Blumberg-Zollhaus)                          | alle 60 Minuten | Hohenzollerische Landesbahn |
| RB 43a                   | Sigmaringen – Tuttlingen – Immendingen | einzelne Züge am Wochenende und montags–freitags | Hohenzollerische Landesbahn |
| Stand: 11. Dezember 2022 | | |                             |

Die heute noch für den Bahnbetrieb relevanten Teile der Bahnanlage sind im Eigentum der DB Station&Service. Die Deutsche Bahn ordnet den Bahnhof zurzeit als Fernverkehrshalt und Knotenpunkt des Regionalverkehrs der Preisklasse 3 zu. Die Intercity-Züge liegen in Tuttlingen im Taktknoten zur vollen Stunde mit Anschluss zu den Ringzügen nach Rottweil und Geisingen-Leipferdingen beziehungsweise Blumberg-Zollhaus.
Im Ringzug-System ist der Bahnhof Tuttlingen ein Nullknoten, das heißt, die Ringzüge aus Rottweil kreuzen hier zur Minute null mit den Ringzügen aus Leipferdingen, wo wenige Minuten nach Ankunft der Ringzüge auch einige Überlandbuslinien zum Beispiel nach Trossingen und Richtung Sigmaringen abfahren. Kurz vor Ankunft der Ringzüge in Tuttlingen erreichen die Überlandbusse den Bahnhof Tuttlingen, wo optimale Umsteigeverbindungen zu anderen Bussen wie auch zu den Ringzügen Richtung Rottweil und Leipferdingen bestehen. Auch die Intercity-Züge kreuzen hier zur vollen Stunde und ermöglichen einen richtungsgleichen Umstieg am selben Bahnsteig zu den Ringzügen.

#### Anschluss an den Stadtbusverkehr

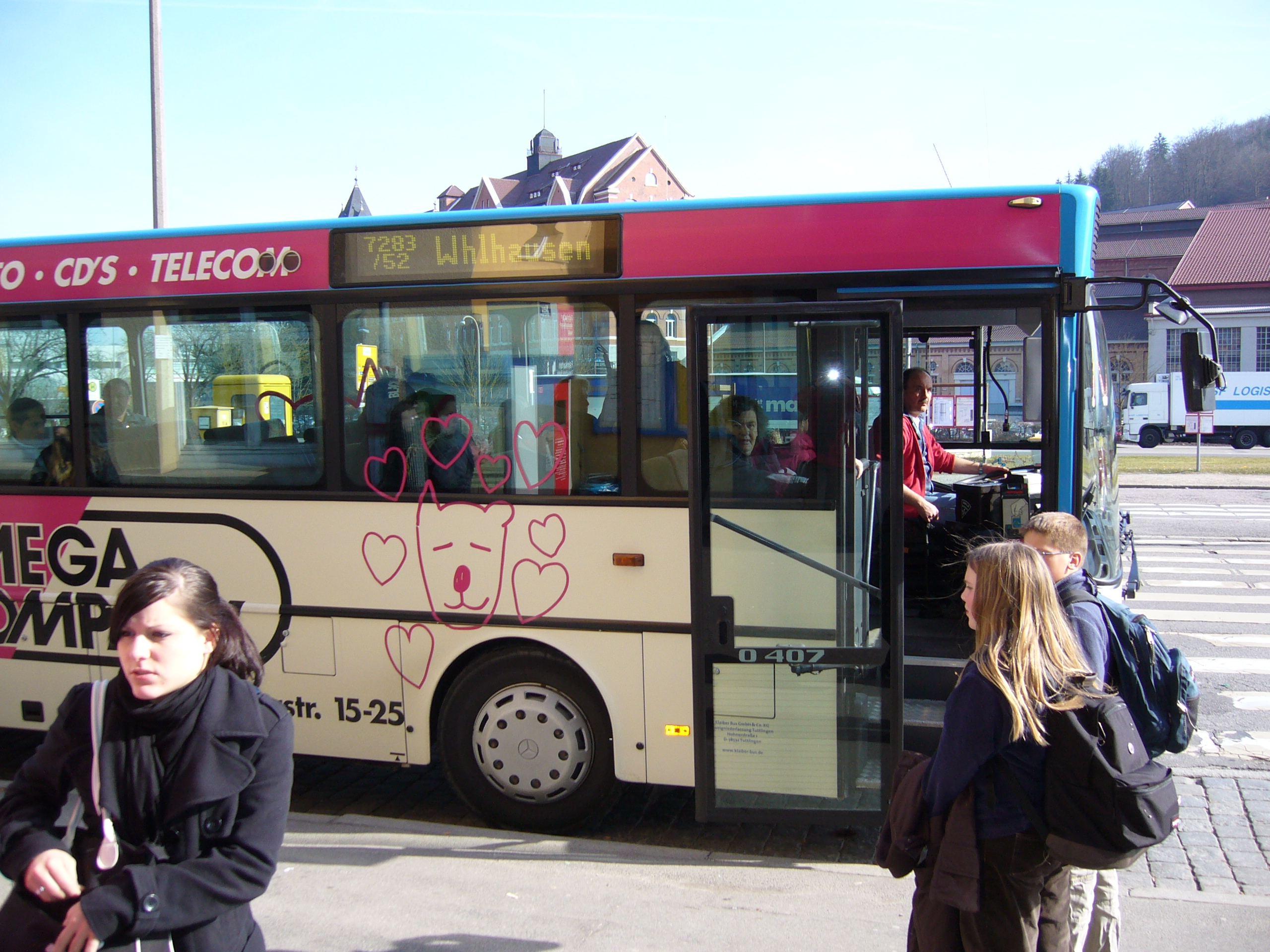
Bus am Bahnhofsvorplatz

Da der Tuttlinger Bahnhof deutlich außerhalb der Innenstadt und größerer Wohngebiete liegt, ist für viele Fahrgäste eine Weiterfahrt per Omnibus nötig. Im Stadtverkehr herrscht sowohl werktags wie auch am Wochenende ein Viertelstunden-Grundtakt zum Zentralen Omnibusbahnhof in der Innenstadt, bis zu dem alle Stadt- und Überlandbuslinien parallel verlaufen. Dieser Takt von vier Bussen pro Stunde wird werktags durch zahlreiche zusätzliche Fahrten insbesondere im Schülerverkehr ergänzt.

### Verknüpfung mit dem Individual-Verkehr
Unmittelbar östlich des Bahnhofs schließt der touristisch wichtige Donauradweg an. Ein Radweg über die Bahnhofstraße in die Innenstadt ist jedoch nicht vorhanden. Radfahrer müssen vielmehr den Aesculap-Platz, den Kreuzungspunkt zweier viel befahrener Bundesstraßen, über- oder unterqueren, um in die Innenstadt zu gelangen. Am Bahnhof steht ein nicht bewachter Fahrradabstellplatz zur Verfügung. Der Bau einer Radstation ist hier ein Projekt der Lokalen Agenda 21. Auf Grund der unmittelbaren Nähe zweier wichtiger Bundesstraßen ist der Bahnhof gut an das Straßennetz angeschlossen. Es stehen kostenlose Parkplätze für Bahnreisende zur Verfügung.

### Barrierefreier Zugang

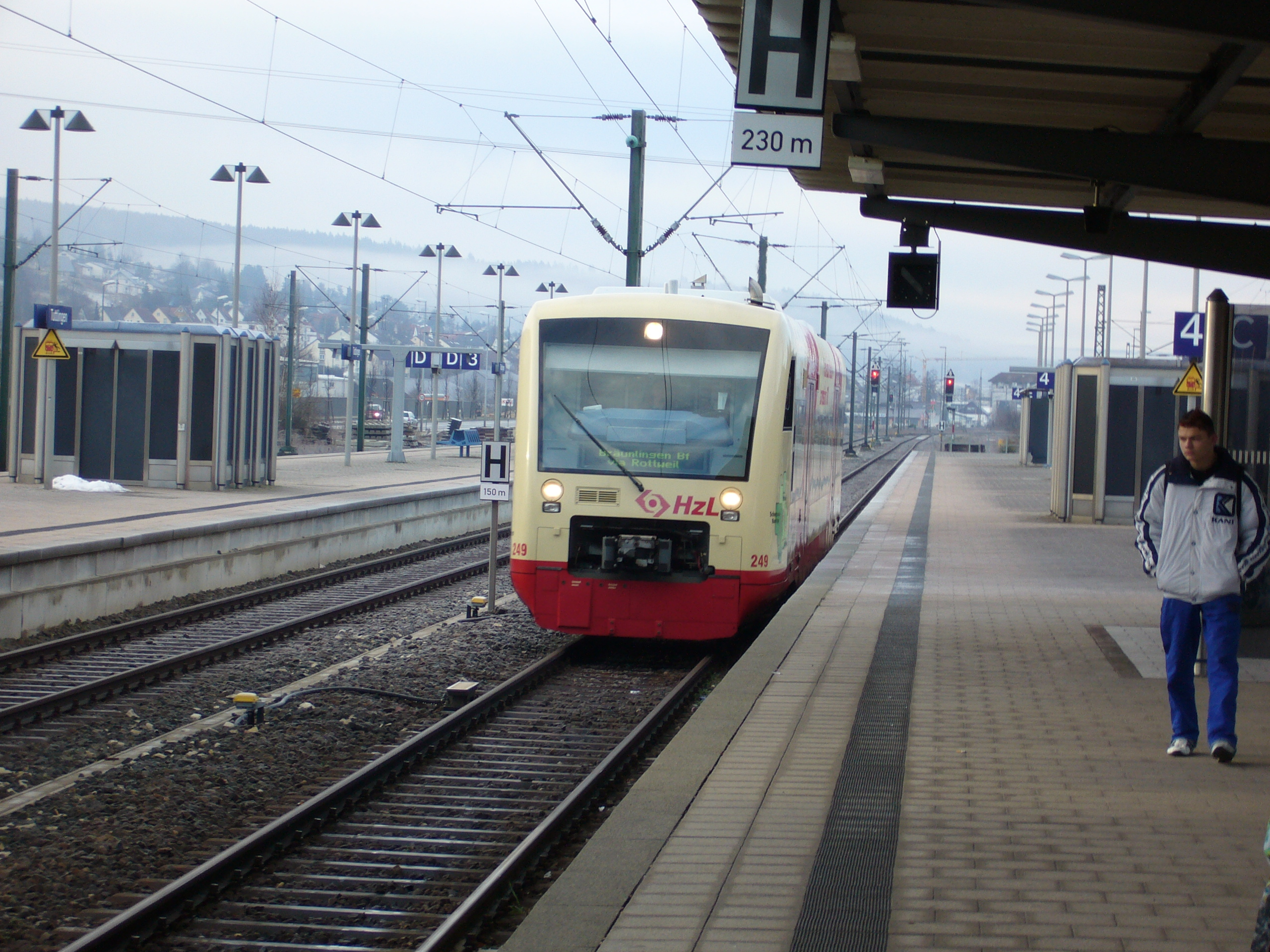
Ringzug bei der Einfahrt in den Bahnhof Tuttlingen

Die Deutsche Bahn ordnet den Tuttlinger Bahnhof den teilweise barrierefreien Bahnhöfen zu. Es stehen neben den Treppen auch Aufzüge als Zugang zu den Bahnsteigen zur Verfügung. Alle Bahnsteige haben eine Höhe von 55 cm. Erschwerend sind die in Tuttlingen haltenden Züge der Baureihe 612 nicht barrierefrei, so dass Rollstuhlfahrer in aller Regel im Bahnhof nicht ohne fremde Hilfe ein- oder aussteigen können.